# 독일-러시아 관계
독일-러시아 관계(러시아어: Российско-германские отношения, 독일어: Deutsch-russische Beziehungen)는 독일과 러시아의 양자 관계를 의미한다. 두 나라의 관계는 순환적인 주기를 보이며, 협력과 동맹, 그리고 갈등과 전쟁을 치루는 복잡한 관계를 역사적으로 반복하였다.

## 역사
독일과 러시아는 지리적으로 중앙 유럽, 그리고 동유럽 지역에서 큰 영향을 끼쳐왔다. 두 나라의 인물들은 서로에게 큰 영향을 주었으며, 이는 향후 양국의 독립적인 발전에 기여하였다. 전쟁이 아닌 긴장 국면에서도 두 나라는 갈등을 빚어왔다. 20세기의 냉전, 21세기의 크림반도 합병, 러시아-우크라이나 전쟁에서 독일은 러시아에게 경제 제재 및 금수 조치를 진행하며 압박을 가하고 있다.
현대적인 의미의 두 나라의 수교는 프로이센 왕국과 러시아 제국이 자리를 잡으며 시작되었다. 당시 유럽에서 후진국적인 경제 구조를 가진 러시아는 이를 타계하기 위해 표트르 1세가 직접 독일에서 노동자 생활을 하며 기술을 배워서 러시아의 산업화에 기여하였다. 표트르 3세의 아내 예카테리나 2세는 프러시아 태생이며, 볼가강에 러시아 내 독일인들을 이주시키며 볼가 독일인 공동체를 건설하였다.
두 나라는 역사적으로 많은 전쟁에서 동맹과 적국으로 번갈아가며 싸워왔다. 나폴레옹 전쟁에서 나폴레옹 보나파르트에 대항하는 반프랑스 전선에서 같이 싸웠다. 제1차 세계 대전에서는 적국으로 싸웠으나, 러시아 제국에서 러시아 2월 혁명이 발생하며 휴전하였다. 제2차 세계 대전에서 두 국가는 초기에 독일-소련 불가침 조약을 체결하며 전략적인 군사 동맹으로 협력하나, 이는 시작에 지나지 않았다. 나치 독일은 바르바로사 작전을 통해 러시아를 침공하며, 모스크바 공방전을 하며 소련을 밀어부쳤으나 궁극적으로 굴복시키지 못하였다. 또한 스탈린그라드 전투에서 양국은 수 많은 사망자와 부상자를 갖는 등, 전쟁에서 큰 피해를 겪었다. 2차 대전은 결국 소련이 베를린 전투에서 승리하며 전쟁의 막이 내렸다. 전쟁 동안 소련의 독일 집단강간, 독일이 저지른 전쟁 범죄 등 양국에게 치유될 수 없고, 잊을 수 없는 사실들이 발생하였다.
전쟁 이후 소련은 독일 분단이 발생하고, 소련의 독일 점령 지역은 사회주의 이념을 신봉하는 동독이 자리잡았다. 동독은 소련의 위성 국가로서 소련과 정치·경제적으로 밀접한 관계를 유지하였다. 소련은 동베를린을 점거하며, 서베를린을 봉쇄하고 서베를린으로 탈출하는 동독인들을 막기 위해서 베를린 장벽을 설치하였다. 소련은 서독과 수교하지는 않았지만, 무역 관계는 유지하였다. 독일의 재통일 이후 소련은 통일 독일과 수교하였다. 소련이 붕괴하고 러시아는 독일과 수교하며 관계 개선에 나섰다.
에너지 측면에서 독일과 러시아는 2020년대 전까지 노르트스트림을 이용하며 독일이 값싼 석유와 가스를  러시아로부터 수입하였다. 러시아-우크라이나 전쟁에 따라 이는 단계적으로 중지되고 있으며, 양국은 국영 매체 차단 등 조치를 강화하고 있다.